# Gastvrijheid Lodge
De Gastvrijheid Lodge is een vrijmetselaarsloge die opgericht is door in Groningen geïnterneerde Engelse militairen ten tijde van de Eerste Wereldoorlog. Aanvankelijk kreeg de loge een constitutiebrief van het Grootoosten der Nederlanden en was werkzaam in Groningen, maar na ratificatie is de loge onder de United Grand Lodge of England komen te vallen. De loge komt nu bijeen in Londen.

## Voorgeschiedenis
Tijdens de Eerste Wereldoorlog werden er Engelse militairen geïnterneerd in Groningen. De Eerste Royal Navy Brigade was uitgezonden naar Antwerpen om de stad te verdedigen tegen de Duitse opmars, maar dit mocht niet lukken. Er werd in oktober 1914 getracht op Oostende terug te trekken, maar ook dit bleek niet meer mogelijk te zijn. Bij het uitwijken naar Nederland werd de brigade in Groningen geïnterneerd. De militairen werden in barakken ondergebracht, die onder de Engelsen bekendstonden als "(HMS) Timbertown" en bij de Groningers als "Engelse Kamp". Onder de militairen bevonden zich enkele vrijmetselaars, die aanvankelijk nog de loge L'Union Provinciale bezochten. Al gauw ontstond het idee om zelf een loge op te richten.

## Oprichting en Groningse periode
Na de United Grand Lodge of England te hebben aangeschreven gaf deze het advies een aanvraag in te dienen bij het Grootoosten der Nederlanden voor het verkrijgen van een Nederlandse constitutiebrief, met toestemming voor het gebruik van het Engelse rituaal. De loge "L'Union Provinciale" verwelkomde de Engelse Broeders in haar midden en bemiddelde bij het verzoek. Het verzoek werd door het hoofdbestuur van de Orde van Vrijmetselaren onder het Grootoosten der Nederlanden direct ingewilligd onder het voorbeding dat alleen Engelsen in deze loge ingewijd mochten worden. De loge kreeg het logenummer 113 en de naam "Gastvrijheid Lodge". Commodore (later admiraal) Wilfred Henderson werd de eerste Voorzittend Meester.
In de jaren dat de Gastvrijheid Lodge in Groningen actief was, kwam de loge 55 keer bijeen en werden 65 Engelsen in de vrijmetselarij ingewijd.

## Werkzaam in Londen
De laatste bijeenkomst in Groningen vond plaats op 5 november 1918. De Engelse militairen konden terugkeren naar hun vaderland. Dientengevolge werd de loge verplaatst naar Londen, Engeland. De loge werd werkzaam onder de United Grand Lodge of England en kreeg het logenummer 3970. Ook niet-militairen konden tot de loge toetreden.
Tussen de Gastvrijheid Lodge en Moederloge L'Union Provinciale worden tot de dag van vandaag warme banden onderhouden. Zo werd in 1990 samen het 75-jarig bestaan van de Gastvrijheid Lodge gevierd en een tweetalig herdenkingsboek uitgegeven. In 2015 is het eeuwfeest van de loge gezamenlijk plechtig gevierd in Londen én in Groningen. Op de plek waar ooit de ingang van het Engelse Kamp gesitueerd was, is nu een monument geplaatst dat herinnert aan de in Groningen gelegerde militairen en de Gastvrijheid Lodge.